# Paralcidia subvinosa
Paralcidia subvinosa är en fjärilsart som beskrevs av Louis Beethoven Prout 1916. Paralcidia subvinosa ingår i släktet Paralcidia och familjen mätare. Inga underarter finns listade i Catalogue of Life.